# Caenoglochina
Caenoglochina is een ondergeslacht van het geslacht van insecten Dicranomyia binnen de familie steltmuggen (Limoniidae).

## Soorten
- D. (Caenoglochina) acuminata (Alexander, 1921)
- D. (Caenoglochina) apicata (Alexander, 1914)
- D. (Caenoglochina) basistylata (Alexander, 1928)
- D. (Caenoglochina) capitonius (Alexander, 1945)
- D. (Caenoglochina) egae (Alexander, 1921)
- D. (Caenoglochina) fieldi (Alexander, 1967)
- D. (Caenoglochina) hoffmani (Alexander, 1927)
- D. (Caenoglochina) lotax (Alexander, 1971)
- D. (Caenoglochina) myctera (Alexander, 1967)
- D. (Caenoglochina) napoensis (Alexander, 1921)
- D. (Caenoglochina) paniculata (Byers, 1981)
- D. (Caenoglochina) paucilobata (Alexander, 1940)
- D. (Caenoglochina) pugnax (Alexander, 1946)
- D. (Caenoglochina) rapax (Alexander, 1921)
- D. (Caenoglochina) rogersiana (Alexander, 1926)
- D. (Caenoglochina) scaenalis (Alexander, 1951)
- D. (Caenoglochina) sica (Alexander, 1941)
- D. (Caenoglochina) singularis (Alexander, 1944)
- D. (Caenoglochina) somnifica (Alexander, 1943)
- D. (Caenoglochina) subacuminata (Alexander, 1967)
- D. (Caenoglochina) vorax (Alexander, 1941)
- D. (Caenoglochina) wirthiana (Alexander, 1970)